# Manzoor Hussain
Manzoor Hussain, född 28 oktober 1958 i Sialkot, Pakistan, död 28 augusti 2022 i Lahore, var en pakistansk landhockeyspelare.
Han tog OS-brons i herrarnas landhockeyturnering i samband med de olympiska landhockeytävlingarna 1976 i Montréal.
Därefter tog Hussain OS-guld i herrarnas landhockeyturnering i samband med de olympiska landhockeytävlingarna 1984 i Los Angeles.